# Volodymyr Bezkorovaynyy
Volodymyr Herasymovytch Bezkorovaynyy (ukrainien : Володимир Герасимович Безкоровайний, né le 16 août 1944 à Ouman et 23 janvier 2017 à Kiev) est un amiral ukrainien. Il occupait le poste de commandant de la marine ukrainienne entre 1993 et 1996.